# Rundlaufzirkel

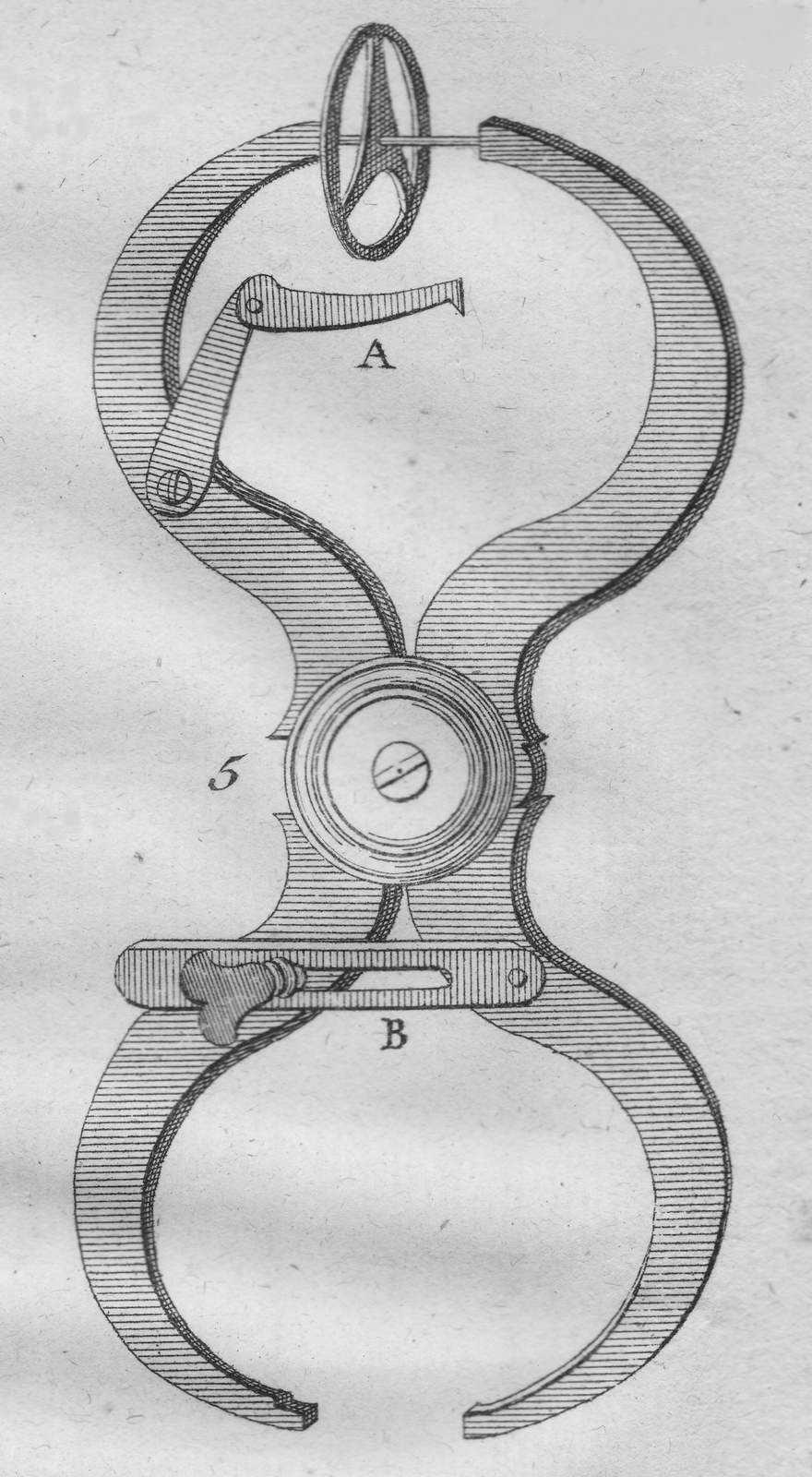
Rundlaufzirkel mit Lineal
ca. 1740

Ein Rundlaufzirkel, auch Krummzirkel genannt, ist ein Uhrmacherwerkzeug zum Festhalten von Unruhen oder Rädern zur Feststellung, ob diese in der Ebene flach – oder über die Zahnspitzen rundlaufen.

## Beschreibung

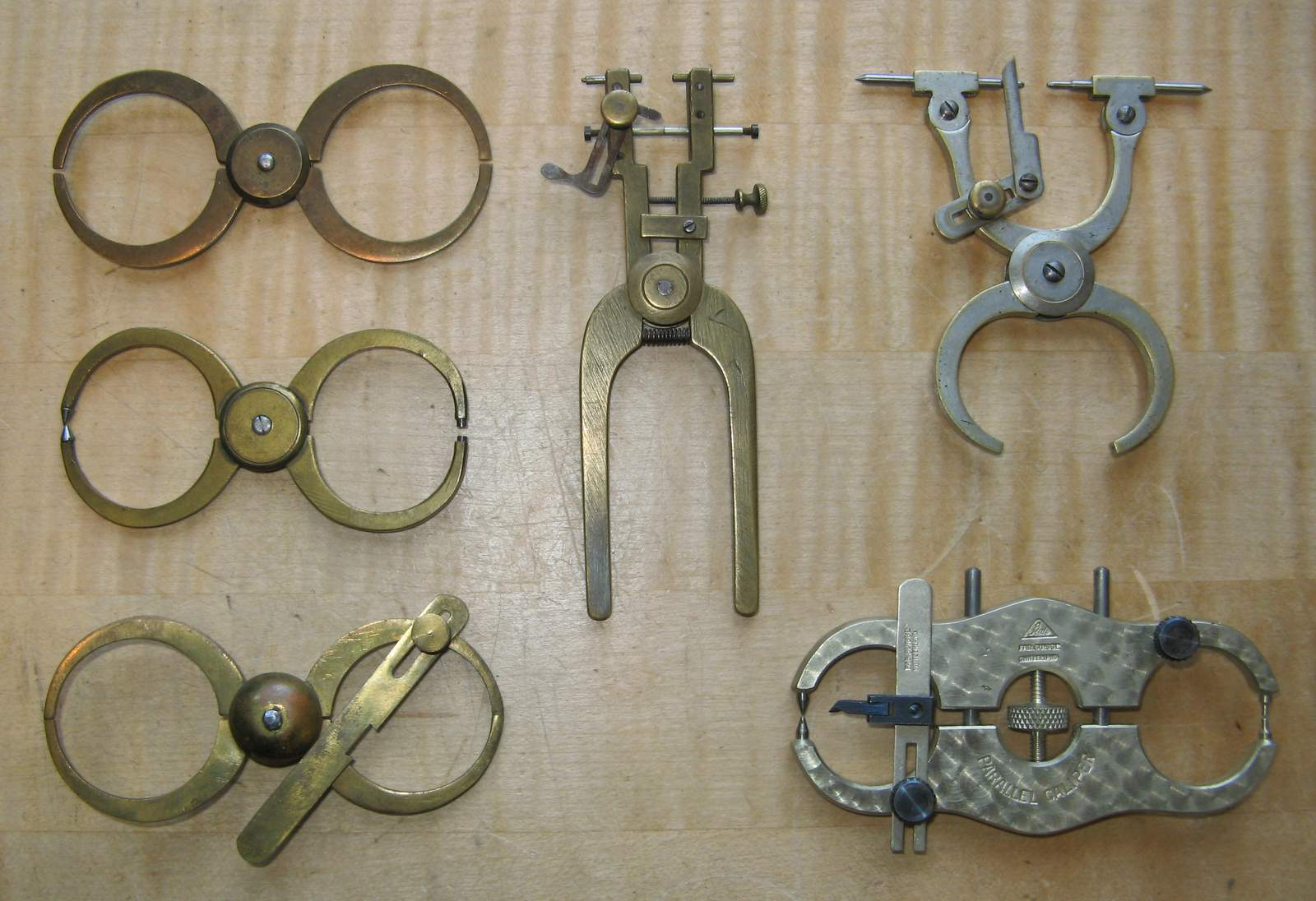
Verschiedene Rundlaufzirkel
rechts unten modernere Ausführung mit parallel verschiebbaren Backen

Bei den einfacheren Rundlaufzirkeln in Form einer „8“ stehen die Hohlkörner zur Aufnahme der Zapfen nicht parallel zueinander, sondern umso schräger, je weiter die Backen geöffnet werden. Bei den moderneren Zirkeln werden die Backen mit den Hohlkörnern gegeneinander parallel verschoben. Um eine Messung genau durchzuführen, soll ein Rundlaufzirkel ein feststellbares Lineal (Abtaster) besitzen.
Rundlaufzirkel gibt es in vielen verschiedenen Ausführungen.

## Funktionen
Mit einem Rundlaufzirkel können mehrere Funktionen überprüft werden.
- axialer Lauf: Man setzt die Unruh oder das Zahnrad so zwischen die Backen, dass es sich leicht drehen lässt. Das Lineal wird seitlich des Rades im minimalen Abstand eingestellt. Beim Drehen gibt die Änderung des Spaltes zwischen dem Rad und dem Lineal, die seitliche Abweichung eines Rades aus seiner Ebene, die senkrecht zur Drehachse steht, an.
- Radialer Rundlauf: Das Rad wird wieder zwischen die Backen eingesetzt. Das Lineal wird parallel zur Drehachse knapp am Rad fixiert. Beim Drehen gibt die Änderung des Spaltes zwischen dem Rad und dem Lineal eine Abweichung der Form des Rades an. Rundlaufzirkel
 Messen der statischen Unwucht

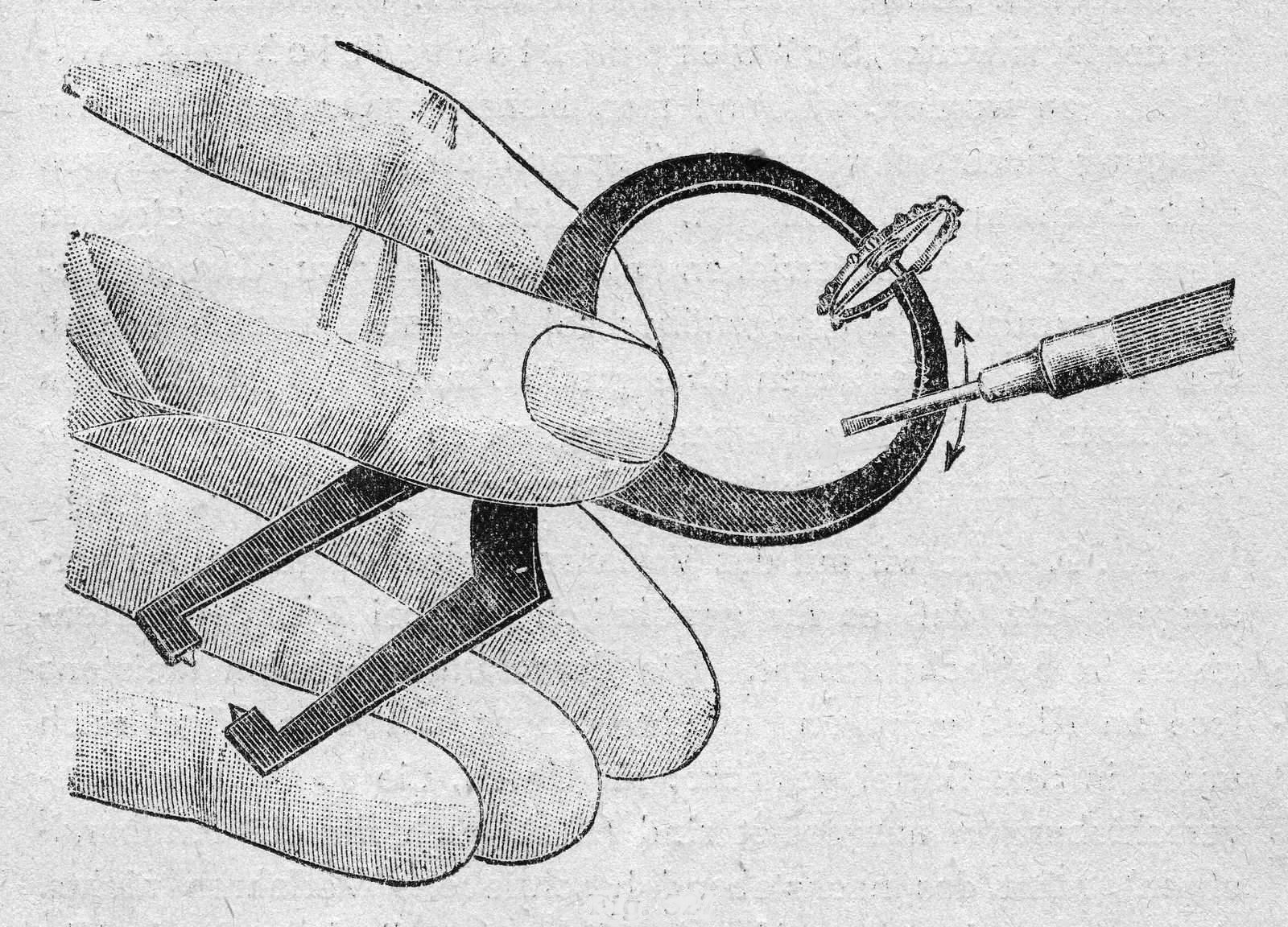
Rundlaufzirkel
Messen der statischen Unwucht

- Statische Unwucht: Für diese Messung wird gewöhnlich die Unruhwaage benutzt. Stattdessen kann man dazu den Rundlaufzirkel verwenden, wenn man dessen Backen innen mit einer Reihe von Kerben versieht. Man setzt die Unruh so zwischen die Backen, dass sie sich leicht drehen lässt, hält dabei den Zirkel waagerecht und fährt mit einem Uhrmacherschraubendreher über die Kerben hin und her, um kleine Erschütterungen auszulösen. Ist eine Unwucht vorhanden, so stellt sich der Schwerpunkt der Unruh durch die Erschütterung unterhalb der Drehachse ein.[5]